# Anton Pieck Museum

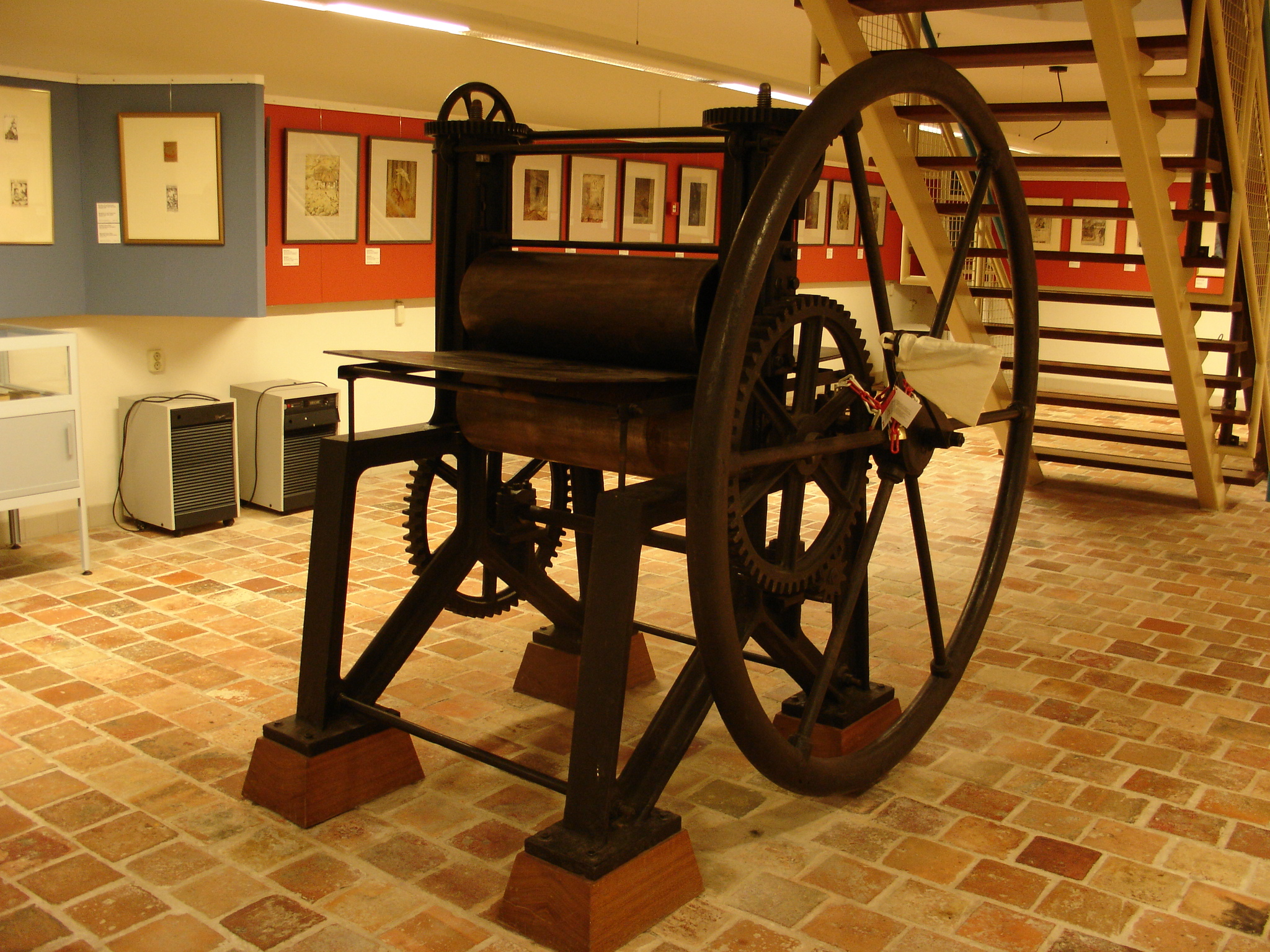
Etspers

Het Anton Pieck Museum in het Gelderse Hanzestadje Hattem exposeert werk van de Nederlandse kunstschilder, (boek-) illustrator en graficus Anton Pieck. Het museum werd in 1984 geopend door Anton Pieck en prinses Margriet.
In het museum krijg je een brede en verdiepende kijk in het werk en leven van Anton Pieck. Het museum laat zien dat Anton Pieck naast productief illustrator een zeer begaafd grafisch kunstenaar en kunstschilder was. Hij was ook de eerste ontwerper van de Efteling. Het museum toont originele schilderijen, etsen, tekeningen, kalenderplaten, lithografieën, boekillustraties, zeefdrukken en ontwerptekeningen van een Efteling-sprookje.

## Beschrijving

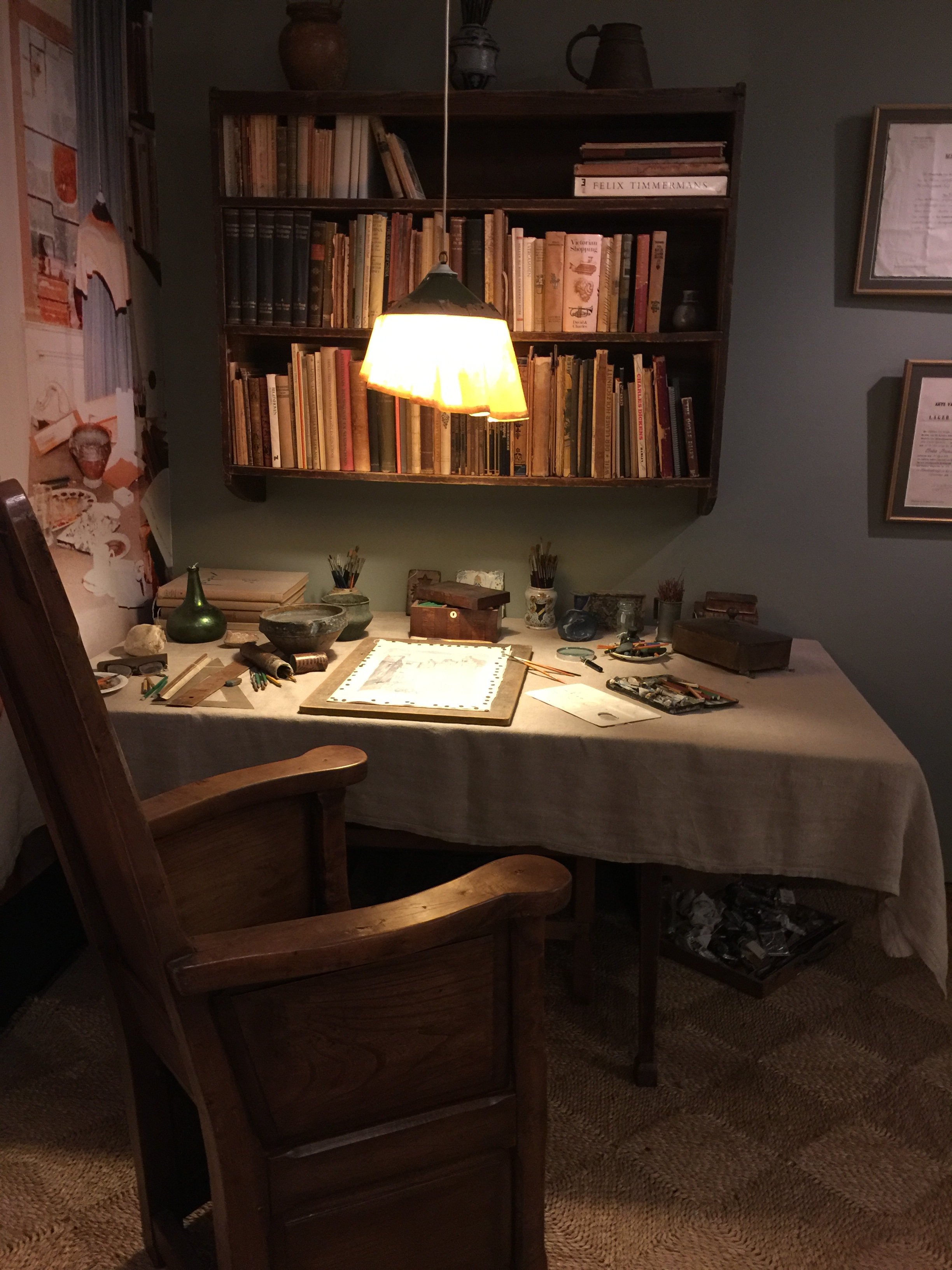
Originele werkplek van Anton Pieck

In het souterrain bevindt zich de werkplek van Anton Pieck: zijn stoel en de tekentafel waaraan hij jarenlang tekende, met alle originele attributen zoals de etspers die - na het overlijden van Pieck op 24 november 1987 - aan het museum zijn geschonken.
Pieck was ongekend productief. Niet al zijn werken kunnen fysiek tegelijk worden getoond. Er hangt veel in het museum. Daarnaast wordt vrijwel al zijn werk, in alle disciplines wel digitaal in een interactieve beeldbank getoond. De tentoongestelde werken worden jaarlijks gewisseld, maar wel zo, dat altijd voorbeelden van de verschillende technieken die de kunstenaar hanteerde te zien zijn. Eén zaal is volledig gewijd aan een expositie over één van zijn bijdragen aan het Sprookjesbos van de Efteling.
Een jaar voor zijn overlijden maakte Pieck voor het museum een schilderij van De Teut, een Amersfoortse volkswijk die anno 1916 werd afgebeeld. Pieck was als dienstplichtige tijdens de Eerste Wereldoorlog gelegerd in garnizoensstad Amersfoort.